# Videoarte
A videoarte, (PB) ou vídeo arte ou vídeo-arte  (PE) é uma forma de expressão artística que utiliza a tecnologia do Video em artes visuais. Desde os anos 1960, a videoarte está associada a correntes de vanguarda.
Alguns dos principais representantes deste tipo de arte são: Nam June Paik, Wolf Vostell, Joseph Beuys e Bill Viola.

## História
Como meio de forte comunicabilidade crítica, a videoarte se torna uma via fecunda para a discussão de aspectos comunicativos urbanos, possibilitando uma reflexão dialética entre as várias formas de mídias, no sentido de seu bom e mal uso, e de suas intenções serem informativas ou capciosas, sejam elas publicitárias, jornalísticas ou artístico-culturais.
Alguns dos primeiros vídeo-artistas trouxeram a proposta de se utilizar o experimentalismo da videoarte na televisão, o que propiciaria uma maior identidade visual para a informação a ser transmitida além de passagens menos mecânicas e cansativas.
O vídeo, em seus primeiros anos (quando se tornou acessível ao público em geral), tem um caráter de contestação até de suas próprias ferramentas de suporte: ele se auto-critica para se auto-fomentar. A ideia de não necessitar de um museu para se apresentar uma obra foi algo que a videoarte ajudou a construir junto com as outras artes que compartilhavam da ideia conceitualista de Arte-vida, a arte ocorre no dia-a-dia nas ruas, em volta de todos nós, aqui confirmado por Cristina Freire: “A preponderância da ideia, a transitoriedade dos meios e a precariedade dos materiais utilizados, a atitude crítica frente às instituições, notadamente o museu, assim como formas alternativas de circulação das propostas artísticas, em especial durante a década de 1970, são algumas de suas estratégias [da arte conceitual]”.

### Década de 60
No início da década de 1960, Wolf Vostell é pioneiro e figura fundamental da Videoarte com o seu video Sun in your head de 1963 e também com a sua instalações 6 TV Dé-coll/age de 1963.
Ela eclodiu em exposições a partir de 1968 por todo o mundo, vindo inicialmente como uma alternativa para artistas plásticos de experimentar novos meios em suas obras. Diferente do vídeo experimental, que procura criar uma história que possua a linguagem cinematográfica de enredo, ou sua estrutura temporal, a videoarte decide apresentar sensações que representam uma ideia por completo, um resumo sintético do que se quer passar, não importando o tempo, qualidade de imagem ou enredo e personagens (que é tudo utilizado a favor da ideia). E também difere-se dos cinemas por não compartilhar especificamente da perspectiva de exibição em salas escuras com cadeiras dedicadas a um posicionamento confortável.
Artistas iniciais como Nam June Paik e Vito Acconti demonstravam que em uma sociedade tecnocrática, a maior crítica é a da recusa sistemática de submissão à lógica dos instrumentos de trabalho. Lembrando que na década de 1960, o auge tecnológico era a televisão: “Diretores do início para o meio dos anos 60 começaram a usar a tecnologia de vídeo por seu potencial gráfico artístico e para simular a experiência de ‘tempo real’ da televisão’”.
“Na primeira época, era o ‘tempo real’ que interessava os artistas: vídeo, não-processado e não-editado, podia capturar o tempo como era experienciado, logo aqui e agora, internamente ou externamente.”. Essa tendência veio de um conjunto de referências passadas, como o minimalismo, arte abstrata, pop, fotográfica, sempre unida às novas tecnologias. Depois houve uma nova tendência (quase profética, se pensarmos em webcams, que, aliás, também já foram utilizadas pela videoarte) à auto-gravação da pessoa do artista, trazendo situações performáticas, por vezes ironizando se o depoimento perante a câmera realmente precisa ter conteúdo, captando diálogos em tempo real, forçando ao máximo o estupor que seria o ‘tempo real’ na ‘tela virtual’, demorando o tempo que desejasse sem edição alguma. Pode-se perceber então que a crítica sobre a comunicação dos meios também é o foco deste segmento.
Umberto Eco, em Apocalípticos e Integrados, comenta: “Consequentemente, uma vez que a cultura média e popular (ambas já produzidas a níveis mais ou menos industrializados, e sempre mais altos) não vendem mais a obra de arte, e sim os seus efeitos, sentem-se os artistas impelidos, por reação, a insistirem no pólo oposto: não mais sugerindo efeitos, nem se interessando pela obra, mas sim pelo processo que leva à obra.”. O abandono do apego material por uma obra encaminhou o artista a consolidar seus projetos em um novo nível do que seria a realização de uma obra: a obra é, antes mesmo de ter sido realizada; ela é o puro ato do simples pensar do criador sobre ela, relegando a prática ao supérfluo que pode ser descartado e remontado com outro material para exibição, contando que a ideia se mantenha fiel. “Quando o artista usa uma forma conceitual de arte, significa que todas as decisões serão tomadas antes e a execução é um negócio mecânico. A ideia torna-se o motor que realiza a arte.”.
Video arte é especulado por ter conhecido sua origem quando Nam June Paik usou a sua mais nova camera Sony Portapak para gravar metragens da procissão do Papa Paulo VI pela cidade de Nova Iorque no outono de 1965. No mesmo dia eles exibiu essas fitas em um café em Greenwich Village e nesse dia a "Video arte" nasceu. Contudo, esse fato é discutido até os dias de hoje,sendo que a primeira Sony Portapak e Viderover não tornara disponível até no ano de 1967. Fred Porest não se contradiz esse fato, dizendo que Nam June Paik teria conseguido o equipamento com fabricantes, e que dão créditos a Andy Warhol, que mostrara underground video arte semanas antes da seleção a procissão do Papa, de Nam June Paik.
Central quanto a questão da introdução da Sony Portapak, foi a questão tecnologia das "imagens moventes" que era somente disponível para consumidores em forma de 8 e 16 mm de filme, mas não tinha suporte de playback instântaneo que outras fitas de vídeo tinham a oferecer. Consequentemente, muitos artistas acharam o video mais uma mídia de mais impacto do que o filme, ainda mais quando uma maior acessibilidade acoplado com tecnologias quais poderia-se editar e modificar a imagem de video.

### Década de 70
Essas determinações que ocorreram na videoarte encaminharam-na para uma nova e distinta maneira de se apresentar um vídeo, algo jamais experienciado antes, nem pelo cinema: foi o nascimento das vídeo-instalações. O primeiro trabalho de vídeo arte de multi Canais (usando multi monitores ou telas), foi Wipe Circle de Ira Schneider e Frank Gilette. O trabalho foi o primeiro a combinar imagens ao vivo de visitantes da galeria, imagens achadas de comerciais de televisão, e metragens de fitas de video pré gravadas. O material é alternado de um monitor para o outro, em uma coreografia elaborada. Foi a inauguração para as artes plásticas da participação direta do público na obra de arte, em que o público, naquele exato espaço-tempo defronte com a obra, se tornava automaticamente e imageticamente incluído nela. Ali se constatou uma nova linguagem que a arte poderia ter e introduziu-se a questão de que a obra só se completa com a presença do espectador, e que ela ocorre a todo o momento.
A participação transgrediu espaços consagrados de museus, tirando a clássica imagem da parede branca como espaço único de exibição para inovar utilizando o teto, chão, transmissão sobre fundo irregular, em móveis, roupas, etc. “Na reciprocidade entre arte e vida, conclamada pelo Fluxus e por várias gerações de artistas, desconstrói-se a autonomia do cubo branco, símbolo da galeria de arte desconectada do mundo exterior, para que o museu se torne o epicentro da subversão das normas rígidas e de noções aceitas e naturalizadas.”. Como arte conceitual e como obra-meio de comunicação, a videoarte estaria se envolvendo com o acaso de seu próprio conteúdo de leitura, e praticando o aspecto casuístico da natureza e da cultura, trazendo ao foco do observador apenas a essência estrutural de uma ideia. No início da década de 1970, a performance entrou nas galerias e museus, e a videoarte também passou a se utilizar desta linguagem. “Contudo, todos eles fizeram fitas que podem ser chamadas de ‘performativas’, onde eles se baseavam nos artistas performatizando alguma ação, tanto como um tipo de escultura corporal como gestos associados ao corpo como um material de arte.”.

### Década de 80
A revolução que ocorreu na década de 1980 para a videoarte foi a popularização das instalações entre os artistas. Já na década de 1960 com artistas como Wolf Vostell e Nam June Paik, se percebia traços visionários daquilo que seria essencial para se ter uma nova percepção artística. A ambientalização de um conceito, tomando espaços por inteiro em prol do conjunto de ideias realizadas pelo artista, estendeu ainda mais os laços à interatividade com o observador, que agora se encontrava “imerso” no objetivo artístico. As instalações expandem a experiência, pois se imerge em uma sala que está completamente tomada por um conceito, ampliando a percepção sensível. Ela também reforça o velho conceito de que a videoarte não é para ser assistida em poltronas confortáveis durante horas, como no cinema, mas sim como uma experiência passageira e de forte impressão: “O formato de instalação não permite a ordenação de um filme principal (...) Em sua maioria eles oferecem impressões para aqueles que passam por eles.”. Creio que a ambientalização também refere-se ao dia-a-dia, ao lugar que o circunda e onde você vive, podendo ele mesmo ser uma grande instalação ao ar livre.

### Década de 90
A era de ouro da videoarte veio na década de 1990. Ela foi completamente popularizada, inclusive por artistas terem sido contratados por emissoras de televisão para criar vídeos comerciais no final da década de 1980, com a inauguração da MTV americana. Parte dos videoartistas, com o decorrer da história, se tornaram contratados “funcionais” e passaram a utilizar suas ideias em prol da televisão comercial. Nada de paradoxal, inclusive por que os pioneiros gostariam que a videoarte ajudasse a transformar a televisão em um ambiente cultural, além de ela mesma ser a principal inspiração inicial: “Um dos principais objetivos dos primeiros videoartistas era que o vídeo poderia servir como uma alternativa para a televisão comercial (...) De fato, de acordo com Kurtz, a televisão criou a obsessão ‘novidade, intimidade, imediatidade, envolvimento, e um senso de presente tenso’, todas as características de um meio de televisão.”.
Nesta mesma década teve início o costume de se transformar vídeo em filme, ou já gravar em película. Tornou-se costume, inclusive, criar uma videoarte utilizando-se de grandes produções cinematográficas dignas de um filme de Holywood. Foi a partir daí que se criou uma confusão ainda maior sobre o que seria videoarte e o que não seria. Críticos passaram a defini-la então como “Arte Fílmica”, por ser um produto do audiovisual que se apresentava de inúmeras e inesperadas formas: “A videoarte já se tornou uma subseção da arte fílmica, um termo que se encaixa melhor à atual prática da maioria dos artistas midiáticos de hoje.”.

### Século XXI
Nos dias atuais, a videoarte está se encaminhando, para instalações interativas. Os antigos vídeos que antes eram editados em modo linear agora são realizados com a ajuda de softwares e outros programas digitais. Alguns artistas aderiram a proporções cinematográficas para exibições de seus vídeos, utilizando-se da ambientação que esse proporciona. Outros ainda preferem instalações em museus, que ainda se mantém um lugar consagrado para o artista, e que agora conta com uma maior adaptação aos projetos. Não posso me esquecer dos artistas que também fazem vídeos para serem exibidos em raves e festas em torno de eventos musicais, criadores de websites, webdocumentários, além daqueles que são residentes em emissoras de televisão, fazendo vinhetas e afins. Todas as transformações atuais ocorridas no processo de criação não abalaram de forma alguma a videoarte como meio de transmissão de ideias, e sim colaborou para que artistas re-analisassem as novas possibilidades que estão à sua frente. A tendência é a da mutação, análise crítica e criação, ad eternum. Na videoarte se tem o jogo das sensações: você a vê como um todo, não como um processo que se constrói aos poucos, porque ela nada mais é do que uma ideia condensada a ser transmitida pela ferramenta audiovisual, qualquer que esta seja.
O vídeo trabalha em uma concepção independente de uma linha de ações óbvias e esperadas, o que renova a experiência do observador, tornando-o ativo e co-criador. A videoarte permite uma interação perceptiva mais contemporânea de proximidade com o público (o público pode facilmente ser um videoartista) e também menos “museificada”, lembrando o que Rafael França, grande videoartista brasileiro disse: “O antigo aviso de ‘Favor não tocar’ foi substituído pelo ‘Favor tocar’ e, se você quiser, ‘Favor pisar’.”. A obra só está completa em contato direto com a criação intelectual do observador e sua correspondente resposta. 